# Brecht Anders
Brecht Anders (BA) was een Belgische lokale politieke partij te Brecht.

## Geschiedenis
De partij werd opgericht in de aanloop naar de gemeenteraadsverkiezingen van 1994. Bij deze stembusgang kon de partij 6,05% van de kiezers overtuigen, goed voor 1 zetel in de Brechtse gemeenteraad. Verkozene was Jef Deliën. Na de verkiezingen steunde de partij de coalitie van CDB, VLD en Volksbelang. Bij de stembusgang van 2000 kwam Brecht Anders niet meer op. Verkozene Deliën kandideerde daarbij op de CVP-kieslijst.